# Yixian-formationen
Yixian-formationen i Liaoning, Kina, er en geologisk formation fra den tidlige kridttid. Stedet er berømt for sine fossiler. Siden 1996 er der fundet mange fossile dinosaurer, der har revolutioneret vor viden om disse dyr. Blandt fossilerne blev bl.a. de første fjerede dyr, der ikke var fugle, fundet.
Fossiler fundet ved Yixian:
- sinosauropteryx, den første dinosaur der blev fundet ved Yixian.
- protarchaeopteryx
- caudipteryx
- psittacosaurus
- sinornithosaurus
- beipiaosaurus
- dilong
- repenomamus, et tidligt pattedyr
- Mei long, en lille dinosaur, der blev fossileret i en sovestilling, der kendes fra fuglene, der sover med hovedet under vingen.

| Geologi | Spire Denne artikel om geologi er en spire som bør udbygges. Du er velkommen til at hjælpe Wikipedia ved at udvide den. |

41°31′59″N 121°14′18″Ø / 41.533°N 121.2383°Ø